# Räni
Räni es una localidad situada en el municipio de Kambja, en el condado de Tartu, Estonia. Tiene una población estimada, en 2021, de 921 habitantes.
Está ubicada en el centro-sur del condado, entre el lago Võrtsjärv y el lago Peipus, al sur del río Emajõgi y al norte de la frontera con el condado de Põlva.